# The Beginning (ONE OK ROCKの曲)
「The Beginning」（ザ・ビギニング）は、日本のロックバンド、ONE OK ROCKの7枚目のシングル。

## 概要
前作「Re:make/NO SCARED」から、約1年1ヶ月ぶりのシングル。タイトルは完成後に付けられ、「横浜アリーナや武道館でライブをすることができるようになり、自分たちを客観的に見るべき立場にあると自覚して、改めてここで自分たちをリセットしつつコンティニューしたい」という気持ちが込められている。

## 制作
映画『るろうに剣心』とのタイアップが決まり、同映画に主演している佐藤健とはプライベートで仲が良く、「『今やるべきことは何か』などについて普段から話をしていたので、仲間意識や苦しみを知っている。彼が一生懸命頑張った映画に対してONE OK ROCKに何ができるかを考えるだけだった。」と制作に関しては難しくはなかったとTakaはしている。この楽曲以外にも数曲制作されたが、結局この楽曲に決定した。
ピアノで作られていた原曲が、アルバム『残響リファレンス』（2011年）の頃から存在していて、バンド・サウンドに置き換えるのが大変だった、とTakaは語る。
詞は先述のタイアップが決まってから書かれた。
本作制作段階でツアー『"The Beginning" TOUR』（後述）の開催は決まっていた。

## 楽曲について
1. 欠落オートメーション
詞についてTakaは「自分の足りなさや至らなさ（=欠落）について思うことを細かく表現するために」日本語を用いた、と語っている[6]。
元々、カップリング収録という予定はなく、ライブで披露した時に一気に雰囲気を変えられることを意識して作られた楽曲[9]。Toruがデモを制作してきて、ストリングスを使って楽曲制作をするという新しい挑戦から生まれた[9] 。
2. Notes'n'Words
Takaが誕生日に高橋優からギブソンの白いギターを貰い、それをライブで弾くために制作された楽曲[10]。

## タイアップ
- ワーナー・ブラザース映画配給映画『るろうに剣心』主題歌（#1）

## プロモーション
初回プレス分のみ、ステッカーが特典として付く。

## 収録曲
| 全作詞: Taka、全編曲: ONE OK ROCK、akkin。 |                          |           |            |      |
| #                                          | タイトル                 | 作詞      | 作曲       | 時間 |
| 1.                                         | 「The Beginning」        | Taka      | Taka       | 4:55 |
| 2.                                         | 「欠落オートメーション」 | Taka      | Toru、Taka | 3:44 |
| 3.                                         | 「Notes'n'Words」        | Taka      | Taka       | 4:49 |
| 合計時間:                                  | 合計時間:                | 合計時間: | 13:29      |      |

## 『“The Beginning” TOUR』
『“The Beginning” TOUR』（ビギニング ツアー）は、ONE OK ROCKが2012年に開催したツアー。
先述の通り、シングル「The Beginning」の制作段階で開催することは決まっていた。

### 日程・会場
| 公演日         | 国・地域 | 都道府県または市 | 会場                         |
| -------------- | -------- | ---------------- | ---------------------------- |
| 2012年9月4日   | 日本     | 愛知県           | Zepp Nagoya                  |
| 2012年9月5日   | 日本     | 愛知県           | Zepp Nagoya                  |
| 2012年9月10日  | 日本     | 大阪府           | Zepp Namba                   |
| 2012年9月11日  | 日本     | 大阪府           | Zepp Namba                   |
| 2012年9月13日  | 日本     | 福岡県           | Zepp Fukuoka                 |
| 2012年9月14日  | 日本     | 福岡県           | Zepp Fukuoka                 |
| 2012年9月16日  | 日本     | 大分県           | 大分T.O.P.S Bitts HALL       |
| 2012年9月18日  | 日本     | 広島県           | 広島CLUB QUATTRO             |
| 2012年9月24日  | 日本     | 東京都           | Zepp Tokyo                   |
| 2012年9月25日  | 日本     | 東京都           | Zepp Tokyo                   |
| 2012年9月30日  | 日本     | 福島県           | 郡山Hip Shot Japan           |
| 2012年10月1日  | 日本     | 宮城県           | 仙台Rensa                    |
| 2012年10月5日  | 日本     | 北海道           | Zepp Sapporo                 |
| 2012年10月6日  | 日本     | 北海道           | Zepp Sapporo                 |
| 2012年10月12日 | 日本     | 長野県           | 長野CLUB JUNK BOX            |
| 2012年10月13日 | 日本     | 富山県           | 富山MAIRO                    |
| 2012年10月15日 | 日本     | 岡山県           | 岡山CRAZYMAMA KINGDOM        |
| 2012年10月17日 | 日本     | 愛媛県           | 松山SALONKITTY               |
| 2012年10月18日 | 日本     | 高知県           | 高知BAY5 SQUARE              |
| 2012年10月20日 | 日本     | 静岡県           | 浜松窓枠                     |
| 2012年10月24日 | 日本     | 神奈川県         | 横浜BLITZ                    |
| 2012年10月25日 | 日本     | 神奈川県         | 横浜BLITZ                    |
| 2012年11月3日  | 日本     | 沖縄県           | 沖縄ミュージックタウン音市場 |
| 2012年11月15日 | 台湾     | 台北市           | Legacy Taipei                |
| 2012年11月16日 | 台湾     | 台北市           | Legacy Taipei                |